# Südeichsfeld
Südeichsfeld is een landgemeente in de Unstrut-Hainich-Kreis in de Duitse deelstaat Thüringen, die op 1 december 2011 uit een fusie tussen de voormalige gemeenten Heyerode, Katharinenberg, Hildebrandshausen en Lengenfeld unterm Stein ontstaan is.

## Geografie
De landgemeente ligt in het westen van de Unstrut-Hainich-Kreis. Het gemeentegebied is in het noorden, zuiden en westen tegelijkertijd grens van de Unstrut-Hainich-Kreises, in het noorden met de Landkreis Eichsfeld en in het zuiden met de Wartburgkreis. In het westen is de gemeente- en Landkreisgrens tegelijkertijd grens tussen Thüringen en Hessen. In het oosten grenzen de gemeenten Rodeberg en de landgemeente Vogtei aan het gemeentegebied.
De gemeente bestaat uit de volgende plaatsen: Diedorf, Faulungen, Heyerode, Hildebrandshausen, Katharinenberg, Lengenfeld unterm Stein, Schierschwende en Wendehausen.

## Geschiedenis
Na het besluiten in alle deelnemende gemeenten tot de vorming van de landgemeente hadden die burgemeesters een verdrag over de gemeentelijke fusie gesloten. Met de oprichting van de gemeente werd de Verwaltungsgemeinschaft Hildebrandshausen/Lengenfeld unterm Stein opgeheven. De eveneens tot de Verwaltungsgemeinschaft behorende gemeente Rodeberg droeg de taken over aan Südeichsfeld als zijnde vervullende gemeente.